# Hebius citrinoventer
Hebius citrinoventer — вид змій родини полозових (Colubridae). Описаний у 2024 році.

## Поширення
Ендемік Китаю. Поширений в провінції Юньнань. Типове місцезнаходження — місто Тунбігуань, округ Їнцзян у складі Дехун-Дай-Качинської автономної префектури, провінція Юньнань, Китай (24°36′30.60″N, 97°39′27.00″E, 1300 м над рівнем моря).